# Градечка река
Градечката река води началото си от връх Бяла Черква и минава през село Храбрино, там се слива с Тъмрашка река и продължава надолу към Пловдив, където се влива в река Марица. В долното си поречие, близо до местността „Момини скали“, реката образува красив каньон.